# Annie Fargue

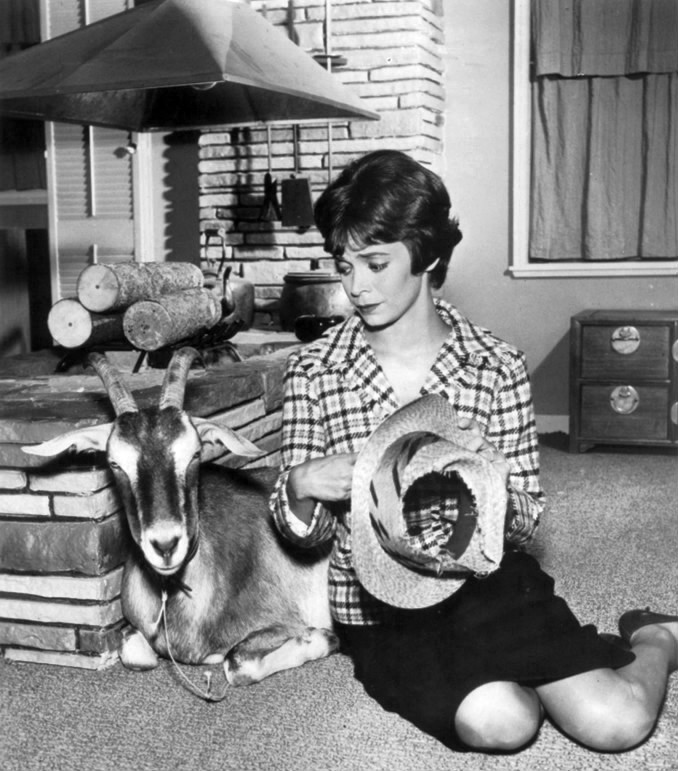
Foto publicitária da série de televisão Angel, 1960. Na foto, Annie Fargue (Angel) e seu presente de casamento do tio Jacques, uma cabra.

Annie Fargue (c. 1934 - 4 de março de 2011) foi uma atriz franco-americana, que ganhou fama em 1961, quando foi nomeada "a mais nova estrela promissora da comédia", quando ela estrelou com Marshall Thompson, Doris Singleton e Don Keefer no seriado Angel da CBS.